# Pardosa gerhardti
Pardosa gerhardti là một loài nhện trong họ Lycosidae.
Loài này thuộc chi Pardosa. Pardosa gerhardti được Embrik Strand miêu tả năm 1922.